# Itaba (Kibondo)
Itaba ist ein Bezirk (Ward) des Distriktes Kibondo in der tansanischen Region Kigoma.

## Geografie
Itaba liegt im Nordwesten von Tansania nahe der Grenze zu Burundi. Seine Fläche beträgt 58,35 Quadratkilometer, bei der Volkszählung 2022 lebten hier 7974 Einwohner in 1748 Haushalten.

## Gliederung
Der Gemeinde besteht aus 3 Dörfern (Mtaa) mit 30 Orten (Kitongoji):
| Buyezi - Buyezi - Ruhwiti - Rukere - Kumsema - Kayanze - Makimba - Nyamikingo - Kaharawe - Rushindwi - Karugendo | Mukabuye - Murugunga - Kabuye - Kageyo - Kasagwe - Mugalika - Gwanumpu - Kumwayi - Murusange - Nyampfa - Nyakilenda | Kigogo - Rubaba - Bikera - Kagomero - Serushikana - Rukome - Kamunazi - Nyamihwi - Ntakibaye - Kamuna - Nyamafundi |

## Infrastruktur
- Gesundheit: In Itaba befindet sich eine Apotheke.[5]
- Bildung: Im Jahr 2007 wurde in Itaba eine öffentliche weiterführende Schule eröffnet, die auch die Unterbringung in einem Heim anbietet.[6]